# Giovanni Crisolora
Giovanni Crisolora (8 luglio 1360 – Costantinopoli, agosto 1422) è stato un umanista e diplomatico bizantino era un parente di Manuele Crisolora (variamente descritto come nipote, fratello o figlio) che come lui aveva studiato e insegnato a Costantinopoli e poi era emigrato in Italia. Qui fu influente nel diffondere le lettere greche in Occidente. Sposò Manfredina Doria, figlia di Ilario Doria. Fu mecenate e insegnante del collega umanista rinascimentale  Francesco Filelfo, che ne sposò la figlia Teodora (†1441/1442). 
Poco si sa del corso della sua vita. Sappiamo che si trovava in Italia nel 1400, quando l'imperatore Manuele II iniziò il suo grande viaggio in Occidente. Dal 1403 al 1408 è a Costantinopoli, dove assiste Manuele Crisolora nell'introduzione di Guarino Veronese alla cultura greca. Nel febbraio 1411 giunse alla corte di antipapa Giovanni XXIII a Bologna come ambasciatore dell'imperatore Manuele. Successivamente intraprese missioni diplomatiche presso il Despotato di Morea e presso il sacro romano imperatore Sigismondo.
Verso la fine del 1420, Francesco Filelfo arrivò a Costantinopoli come cancelliere del bailo veneziano; era allievo di Guarino Veronese, che lo aveva raccomandato a Giovanni Crisolora. Il 22 agosto 1422, durante l'assedio della città da parte del sultano ottomano Murad II, il morente Crisolora dettò il suo testamento a Filelfo. Filelfo divenne tutore delle figlie minori di Crisolora, insieme alla vedova Manfredina Doria.